# Alain Tissier
Alain Tissier (* 29. März 1943 in Orly bei Paris, Frankreich; † Februar 2001) war ein französischer Schauspieler.

## Karriere
Tissier lebte in Paris. Durch seinen Landsmann Pierre Brice kam Tissier in Kontakt mit dem Berliner Filmproduzenten Artur Brauner, der für seinen geplanten Old-Shatterhand-Film noch jemanden für die Rolle des Tujunga suchte. Tissier erschien mit seiner Freundin zu den Dreharbeiten in Dubrovnik, die er im Oktober 1964 heiratete. Der Schauspieler nahm ebenfalls eine Schallplatte auf, die die Lieder Was mir der Morgen bringt und Wie ein schöner Tag enthielt. Der Franzose hatte jedoch keinen Erfolg, weder als Musiker noch als Schauspieler. In seinem Heimatland so wie auch in Deutschland wurde er nie wieder in einer Hauptrolle gesehen. Tissier wollte sich 2001 noch einmal als Tujunga bei den Karl-May-Festspielen in Bad Segeberg sehen in Old Shatterhand. Ein paar Tage nach seiner Zusage verstarb er.

## Filmografie
- 1964: Old Shatterhand
- Nuit la plus longue (1964)
- L'enfer dans la peau (1965)
- L'homme qui voulait violer le monde (1972)
- Les garces (1973)
- Le sexe nu (1973)
- Le corps a ses raisons (1974)
- ... et mourir de désir (1974)
- La kermesse érotique (1974)
- La bête à plaisir (1975)
- Les deux gouines (1975)
- Les dépravées du plaisir (1975)
- La planque 1 (1975)
- La planque 2 (1975)
- Si je t'attrapes ... (1979)
- La nuit de la mort! (1980)
- Amours d'adolescentes pubères (1980)
- Zwölf Schwedinnen in Afrika (1981)
- Pourvoir (1982)